# Speciale Economische Zone (China)
Een Chinese Speciale Economische Zone (Engels: special economic zone of SEZ) is een plaats in China waar de regering van Peking buitenlandse handel en investeringen toelaat. De regering mengt zich er ook niet in de werkzaamheden, productie en handel van de bedrijven. 
In 1979 werden de eerste vier zones opgericht: Xiamen, Shenzhen, Zhuhai en Shantou. De zones kenden al snel een enorme bevolkingsgroei. Door het succes besloot de regering om in 1984 om nog 14 nieuwe zones op te richten, open steden.
Het verschil van deze 'open steden' met de SEZ's is dat er bij open steden een beperktere investering mogelijk is. In de SEZ's zijn er onbeperkte buitenlandse investeringen, dus het vrije markt-principe: kapitalisme.
Bij de vier bestaande SEZ's werden in 1988 het eiland Hainan en in 1990 het district Pudong van de havenstad Shanghai gevoegd. Daarnaast kregen 23 grote, meestal provinciale, hoofdsteden gelijkaardige economische vrijheden.
Door de toetreding tot de Wereldhandelsorganisatie zijn de investeringen van buitenlandse bedrijven nog toegenomen.